# Sojwe
Sojwe – wieś w Botswanie w dystrykcie Kweneng. Według spisu ludności z 2011 roku wieś liczyła 3983 mieszkańców.